# Kultywator

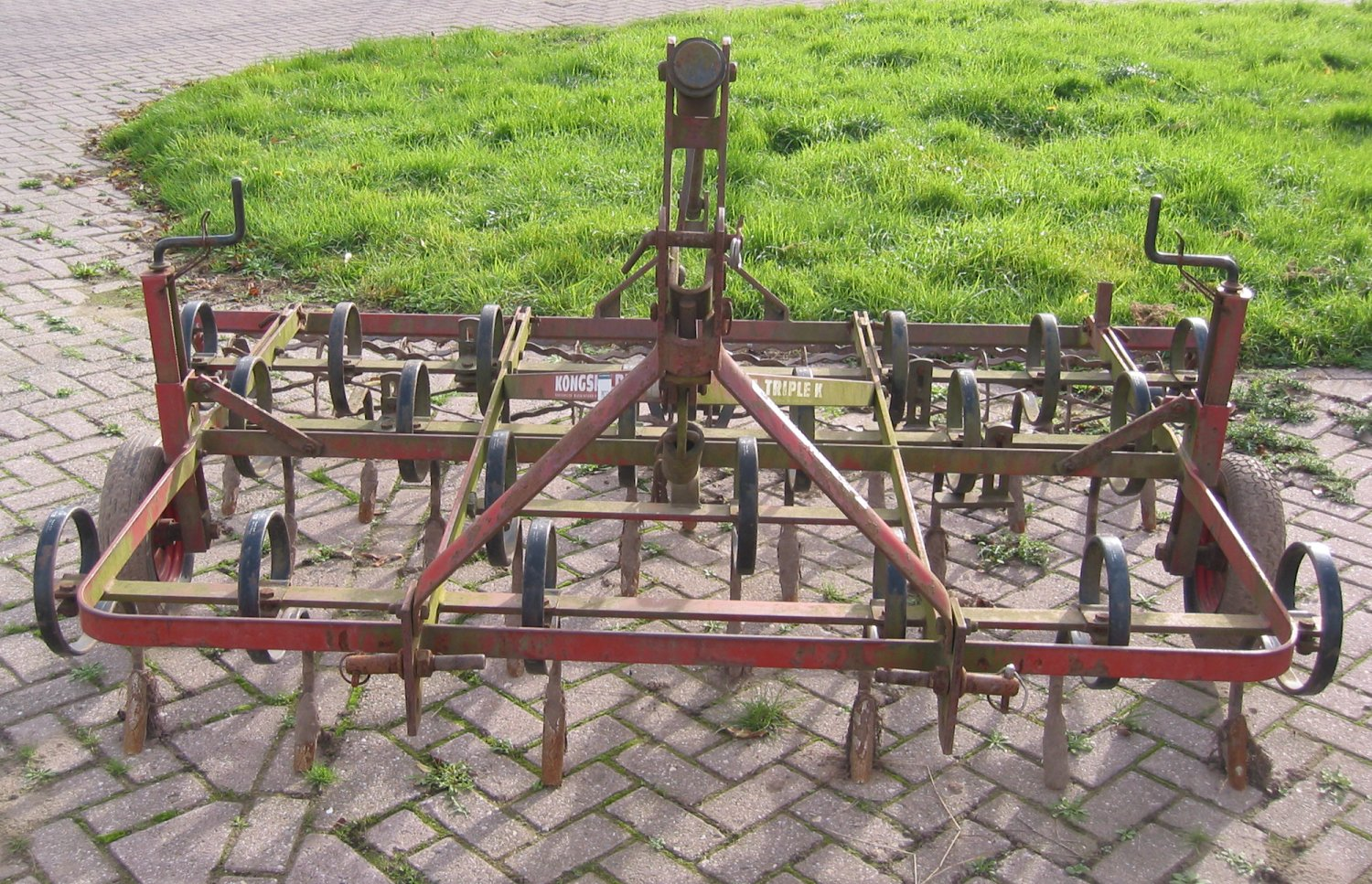
Kultywator o zębach sprężystych

Kultywator, drapacz – narzędzie uprawowe do spulchniania roli do głębokości 5–40 cm bez jej odwracania oraz do niszczenia chwastów.
Kultywator jest narzędziem przyczepianym lub zawieszanym, składającym się z ramy, przymocowanych do niej zębów, kół podporowych wykorzystywanych do regulacji głębokości roboczej, układu regulującego głębokość oraz zaczepu lub stojaka zawieszenia. Zespołem roboczym kultywatora są zęby sprężynowe, półsprężynowe lub sztywne zakończone redliczkami, gęsiostopkami lub nożami. Zabiegi wykonywane kultywatorem noszą nazwę kultywatorowania.